# Relaciones entre Brasil y Palestina
Las relaciones entre Brasil y Palestina incluyen tanto la relación bilateral actual como la relación histórica entre Brasil y Palestina. Brasil reconoció oficialmente al Estado de Palestina el 5 de diciembre de 2010. Aun así, Brasil no ha establecido lazos diplomáticos plenos con Palestina. A fecha de marzo de 2015, Brasil no ha aumentado el nivel de su oficina representativa en Ramala al nivel de una misión diplomática, manteniendo sus lazos diplomáticos a en un estado de pre-reconocimiento.

## Estado de Palestina
Brasil ha declarado firmemente su apoyo a un Estado de Palestina dentro de las fronteras de 1967 y con Jerusalén como capital. El gobierno brasileño ha defendido también el fin del bloqueo de la Franja de Gaza. El 5 de diciembre de 2010, Brasil reconoció formalmente el Estado de Palestina en las fronteras anteriores a junio de 1967, lo que incluye toda Cisjordania, la Franja de Gaza y Jerusalén Este. Este reconocimiento inició una reacción en cadena en toda la región, dado que el poderío económico de Brasil hizo entender a sus vecinos sudamericanos que no existía un gran riesgo político en seguir los pasos de Brasilia. En un discurso ante la Asamblea General de las Naciones Unidas, la Presidenta de Brasil Dilma Rousseff reiteró el firme apoyo de su país: "creemos que ha llegado el momento de que Palestina esté plenamente representada como miembro de pleno derecho en este foro". Brasil votó a favor de la admisión de Palestina como miembro de pleno derecho de la UNESCO y ha anunciado que apoyará la solicitud de plena membresía de Palestina cuando esta se vote en el Consejo de Seguridad de las Naciones Unidas.
Sin embargo, Brasil no ha establecido lazos diplomáticos plenos con el Estado de Palestina. A fecha de marzo de 2015, Brasil no había cambiado su Oficina Representativa en Ramala al estatus de misión diplomática, manteniendo los lazos diplomáticos con Palestina en una situación de pre-reconocimiento. Estas oficinas representativas asumen algunas de las funciones no diplomáticas de los puestos diplomáticos, tales como promocionar intereses comerciales. Pese a ello no misiones diplomáticas, su personal no es diplomático y no disponen de visados diplomáticos.
Tras las elecciones generales de Brasil de 2018, el nuevo presidente, Jair Bolsonaro, un acérrimo defensor de Israel, declaró que cerraría la embajada palestina y que Palestina "no es un país".